# Глатирамеру ацетат
Глатирамеру ацетат (також Копаксон, англ. Glatiramer acetate, лат. Glatirameri acetas) — синтетичний лікарський препарат, який за своєю хімічною будовою є поліпептидом Глатирамеру ацетат застосовується виключно підшкірно. Глатирамеру ацетат уперше синтезований у 60-х роках Міхаелем Селою, Рут Арнон і Дворою Тейтельбаум у Науково-дослідному інституті імені Вейцмана в Ізраїлі.

## Фармакологічні властивості
Глатирамеру ацетат — синтетичний лікарський засіб, який за своєю хімічною будовою є поліпептидом. Механізм дії препарату полягає у зв'язуванні глатирамеру з основним білком та олігодендроцитарним глікопротеїном мієліну, що сприяє виникненню активованих Т-лімфоцитів, які після взаємодією із аутоантигенами мієліну отримують здатність до проникнення через гематоенцефалічний бар'єр та виділяють протизапальні цитокіни, що призводить до пригнічення імунного запалення в нервовій системі. Одночасно активовані Т-лімфоцити виділяють низку нейротрофічних факторів, що сприяє трофічній підтримці пошкоджених аксонів і нейронів, що сприяє відновленню пошкодженої мієлінової оболонки. Одним із факторів, який контролює розвиток Т-лімфоцитів, є білок FOXP3, концентрація якого в клітинах нервової системи збільшується при застосуванні глатирамеру ацетату. При застосуванні препарату при розсіяному склерозі спостерігається зниження активності захворювання, значне зменшення кількості нових вогнищ запалення, сповільнення прогресування захворювання та ризику стійкого прогресування інвалідизації. Глатирамеру ацетат застосовується для лікування ремітуючого розсіяного склерозу, у тому числі у хворих, які попередньо лікувалися препаратами інтерферонів. Проте препарат малоефекттивний для лікування прогресуючого розсіяного склерозу, та не затверджений для застосування при цьому варіанті захворювання. При застосуванні глатирамеру ацетату побічні ефекти спостерігаються досить часто, проте у більшості випадків ці побічні явища є місцевою реакцією на введення препарату, та не потребують спеціального лікування або відміни препарату.

### Фармакокінетика
Глатирамеру ацетат швидко гідролізується у місці введення, біодоступність препарату не досліджена. Незначна частина препарату в незміненому вигляді проникає у лімфатичну систему та системний кровообіг. Немає даних про проникнення препарату через гематоенцефалічний бар'єр, через плацентарний бар'єр та в грудне молоко. Дані про метаболізм препарату, шляхи виведення з організму та період напіввиведення відсутні.

## Показання до застосування
Глатирамеру ацетат застосовується для лікування ремітуючого розсіяного склерозу.

## Побічна дія

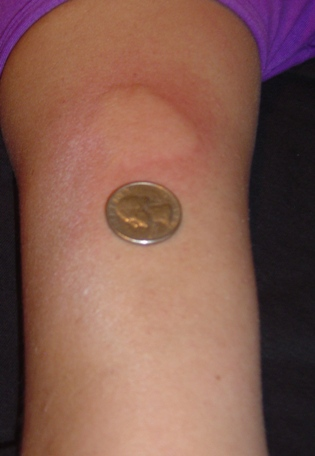
Постін'єкційна реакція після введення глатирамеру ацетату на правому передпліччі.

При застосуванні глатирамеру ацетату побічні ефекти спостерігаються досить часто, проте у більшості випадків ці побічні явища є місцевою реакцією на введення препарату, та не потребують спеціального лікування або відміни препарату. Серед місцевих реакцій найчастіше спостерігаються еритема, біль та свербіж у місці введення. Іншими побічними ефектами препаратуу є:
- Алергічні реакції та з боку шкірних покривів — шкірний висип, гарячка, кропив'янка, набряк Квінке, грипоподібний синдром, підвищене потовиділення.
- З боку травної системи — нудота, блювання, діарея, зниження апетиту, порушення ковтання, кандидоз ротової порожнини.
- З боку нервової системи — мігрень, тривожність, ністагм, запаморочення, порушення зору, втрата свідомості.
- З боку серцево-судинної системи — артеріальна гіпертензія, тахікардія, аритмія, біль у грудній клітці, вазодилятація, лімфаденопатія.
- З боку дихальної системи — задишка, ларингоспазм, бронхіт, затруднене дихання, гіпервентиляція легень, гострі респіраторні вірусні захворювання.
- З боку сечостатевої системи — дисменорея, зниження потенції, периферичні набряки, гематурія, сумнівні результати теста Папаніколау.
- З боку опорно-рухового апарату — біль у спині, артралгії.

## Протипокази
Глатирамеру ацетат протипоказаний при підвищеній чутливості до препарату, при вагітності та годуванні грудьми, особам у віці до 18 років.

## Форми випуску
Глатирамеру ацетат випускається у вигляді розчину для ін'єкцій в ампулах по 1 мл із вмістом діючої речовини по 20 або 40 мг.